# جيم ماكلين
جيم ماكلين (بالإنجليزية: Jim McLean)‏ هو مدرب كرة قدم ولاعب كرة قدم بريطاني في مركز جناح ‏، ولد في 21 أبريل 1937 في لاركهول ‏ في المملكة المتحدة. لعب مع دندي يونايتد ونادي دندي ونادي كلايد ونادي كيلمارنوك وهاميلتون أكاديميكال.